# 成田正弘
成田 正弘（なりたまさひろ、1994年4月13日 - ）は、愛知県出身の元バスケットボール選手である。ポジションはポイントガード。身長174cm、体重72kg。
藤枝明誠高等学校ではインターハイでベスト8に進出。3年次となる2012年にはU18日本代表に選ばれU18男子アジア選手権に出場、準々決勝のチャイニーズ・タイペイ戦では決勝点となるスリーポイントを決めるなど31得点を挙げた。
2012年4月に拓殖大学に進学すると、それまでのシューティングガードからポイントガードにポジションを変え 、2015年に行われた第67回全日本大学バスケットボール選手権大会ではチームの準決勝進出に貢献。翌2016年の関東大学バスケットボール選手権大会ではスリーポイント王のタイトルを獲得し、優秀選手賞に選ばれた。
大学4年次の2017年1月に特別指定選手としてBリーグ・B2の豊通ファイティングイーグルス名古屋に入団。初年度となった2016-17シーズンには26試合に出場し、1試合平均5.2得点を挙げた。
2017-18シーズンもB2・Fイーグルスに所属し、48試合に出場。平均6.1得点を挙げた。
2018年6月、B1リーグに昇格した秋田ノーザンハピネッツに移籍。シーズン終了後に引退した。

## 個人成績
| シーズン | チーム   | GP | GS | MPG  | FG%  | 3P%  | FT%  | RPG | APG | SPG | BPG | TO  | PPG |
| -------- | -------- | -- | -- | ---- | ---- | ---- | ---- | --- | --- | --- | --- | --- | --- |
| 2016-17  | FE名古屋 | 26 | 2  | 18.9 | 31.5 | 30.0 | 65.5 | 2.0 | 1.8 | 0.5 | 0.2 | 1.2 | 5.2 |
| 2017-18  | FE名古屋 | 48 | 33 | 22.9 | 33.2 | 27.9 | 67.5 | 1.8 | 3.8 | 0.9 | 0.0 | 1.9 | 6.1 |
| 2018-19  | 秋田     |    |    |      |      |      |      |     |     |     |     |     |     |

## 人物像・エピソード
- 拓大時代には現在の3倍の39番をつけていた。
- 兄はsomecity nagoyaに出場している。
- 妹は中学生時代に全国制覇を経験している。